# Neogoezia
Neogoezia es un género de plantas de la familia de las apiáceas. Comprende 2 especies descritas y  aceptadas.

## Taxonomía
El género fue descrito por William Botting Hemsley y publicado en Bulletin of Miscellaneous Information Kew 1894(8): 354. 1894. La especie tipo es: Neogoezia minor Hemsl.	

## Especies
A continuación se brinda un listado de las especies del género Neogoezia aceptadas hasta septiembre de 2012, ordenadas alfabéticamente. Para cada una se indica el nombre binomial seguido del autor, abreviado según las convenciones y usos.
- Neogoezia gracilipes (Hemsl.) Hemsl.
- Neogoezia planipetala (Hemsl.) Hemsl.